# Steve Ellington
Steve Ellington ( Atlanta, 26 juli 1941 - Montgomery (Alabama) 22 maart 2013 was een Amerikaanse jazz-drummer. Hij beïnvloedde drummers als Tony Williams en Jack DeJohnette.
Ellington, een achterneef van de beroemde orkestleider Duke Ellington, had als kind zang- en pianoles, later leerde hij zichzelf drummen door bijvoorbeeld mee te spelen met nummers op de radio. Toen hij negen was verving hij in Atlanta voor een optreden de zieke drummer van zanger Ray Charles. In het begin van de jaren zestig studeerde hij aan het Boston Conservatory of Music, waar hij Hal Galper leerde kennen, met wie hij veel zou samenspelen. In de jaren negentig maakte hij deel uit van het trio van Galper en nam hij hiermee verschillende albums op. Ellington werkte verder samen met onder meer Sam Rivers, Dave Holland, Hampton Hawes, Donald Byrd en bijvoorbeeld Roland Kirk. Ook had hij af en toe een eigen groep. Met zijn Chameleons (met daarin Wes Montgomery-oudgedienden Ike Bell en Sam Williams) speelde hij naast jazz ook blues, rhythm & blues en oude rock-'n-roll. Verder was hij actief als docent. Ellington heeft meegespeeld op meer dan 6oo plaatopnames. Hij overleed in 2013 aan de gevolgen van kanker.